# Great Stoke
Great Stoke – wieś w Anglii, w hrabstwie ceremonialnym Gloucestershire, w dystrykcie (unitary authority) South Gloucestershire. Leży 9 km na północny wschód od miasta Bristol i 167 km na zachód od Londynu.